# Романенко Олег Петрович
Олег Петрович Романенко (1 січня 1948, Володимир-Волинський — 18 листопада 1999, Київ) — український військовик. Генерал-лейтенант. Кандидат військових наук. Очолював Національний університет оборони України імені Івана Черняховського (1997-1999).

## Біографія
Народився 1 січня 1948 року у місті Володимир-Волинський. У 1967 році закінчив Калінінське суворовське військове училище, Московське вище загальновійськове командне училище (1971), Військову академію ім. М. Фрунзе (1979), Військову академію Генерального штабу Збройних Сил СРСР (1991).
Проходив службу на посадах командира мотострілецького взводу, командира мотострілецької роти, начальника штабу — заступника командира та командира мотострілецького батальйону. Після закінчення академії проходив службу в Далекосхідному військовому окрузі на посадах начальника штабу — заступника командира та командира полку.
З 1983 по 1985 р. — заступник командира дивізії. З 1985 по 1989 р. — командир дивізії. З червня по жовтень 1991 р. — перший заступник командувача армії. З жовтня 1991 по червень 1993 р. — начальник штабу — перший заступник командувача танкової армії Білоруського військового округу.
З 1993 р. — у лавах Збройних Сил України. З червня 1993 по січень 1997 р. — командувач 8-ї танкової армії (корпусу) Прикарпатського військового округу. З січня 1997 по листопад 1999 р. — начальник Національної академії оборони України. Помер 18 листопада 1999 року, похований у Києві.

## Нагороди та відзнаки
- Орден «За службу Батьківщині в Збройних Силах СРСР» ІІІ ст.,
- Відзнака Міністерства оборони України «Іменна вогнепальна зброя»,